# 西六郷
西六郷（にしろくごう）は、東京都大田区の町名。現行行政地名は西六郷一丁目から西六郷四丁目。住居表示実施済区域。

## 地理
東京都大田区の南部に位置する。東部はJR東日本東海道線・京浜東北線に接し、これを境に大田区仲六郷に接する。西南部は多摩川（六郷川）に接し、神奈川県川崎市幸区堀川町・幸町・戸手・小向と接する。北部は大田区新蒲田・多摩川に接している。町域内のほとんどは住宅地である。アパートやマンションも多く、一人暮らしの若年層の住民も目立つ。

### 防災
東京都都市整備局が2022年に公表した「地震に関する地域危険度測定調査（第９回）」では、西六郷二丁目は、地震に対する総合危険度が、五段階評価のうち相対的に最も危険とされる「レベル5」となった。

### 地価
住宅地の地価は、2024年（令和6年）7月1日の地価調査によれば、西六郷2-27-15の地点で44万1000円/m2となっている。

## 世帯数と人口
2024年（令和6年）4月1日現在（東京都発表）の世帯数と人口は以下の通りである。
| 丁目         | 世帯数     | 人口     |
| ------------ | ---------- | -------- |
| 西六郷一丁目 | 3,325世帯  | 6,437人  |
| 西六郷二丁目 | 2,683世帯  | 5,018人  |
| 西六郷三丁目 | 2,199世帯  | 4,976人  |
| 西六郷四丁目 | 2,829世帯  | 5,764人  |
| 計           | 11,036世帯 | 22,195人 |

### 人口の変遷
国勢調査による人口の推移。
| 年                 | 人口   |
| ------------------ | ------ |
| 1995年（平成7年）  | 17,891 |
| 2000年（平成12年） | 17,901 |
| 2005年（平成17年） | 18,548 |
| 2010年（平成22年） | 19,093 |
| 2015年（平成27年） | 19,561 |
| 2020年（令和2年）  | 22,202 |

### 世帯数の変遷
国勢調査による世帯数の推移。
| 年                 | 世帯数 |
| ------------------ | ------ |
| 1995年（平成7年）  | 7,059  |
| 2000年（平成12年） | 7,343  |
| 2005年（平成17年） | 7,958  |
| 2010年（平成22年） | 8,555  |
| 2015年（平成27年） | 8,912  |
| 2020年（令和2年）  | 10,129 |

## 学区
区立小・中学校に通う場合、学区は以下の通りとなる（2023年3月時点）。
| 丁目         | 番地                        | 小学校               | 中学校               |
| ------------ | --------------------------- | -------------------- | -------------------- |
| 西六郷一丁目 | 23番の一部                  | 大田区立志茂田小学校 | 大田区立御園中学校   |
| 西六郷一丁目 | 1〜22番 23番の一部 24〜50番 | 大田区立志茂田小学校 | 大田区立志茂田中学校 |
| 西六郷二丁目 | 1〜45番                     | 大田区立西六郷小学校 | 大田区立志茂田中学校 |
| 西六郷二丁目 | 46〜58番                    | 大田区立高畑小学校   | 大田区立六郷中学校   |
| 西六郷三丁目 | 全域                        | 大田区立高畑小学校   | 大田区立六郷中学校   |
| 西六郷四丁目 | 全域                        | 大田区立高畑小学校   | 大田区立六郷中学校   |

## 事業所
2021年（令和3年）現在の経済センサス調査による事業所数と従業員数は以下の通りである。
| 丁目         | 事業所数  | 従業員数 |
| ------------ | --------- | -------- |
| 西六郷一丁目 | 147事業所 | 883人    |
| 西六郷二丁目 | 136事業所 | 1,002人  |
| 西六郷三丁目 | 90事業所  | 640人    |
| 西六郷四丁目 | 125事業所 | 1,949人  |
| 計           | 498事業所 | 4,474人  |

### 事業者数の変遷
経済センサスによる事業所数の推移。
| 年                 | 事業者数 |
| ------------------ | -------- |
| 2016年（平成28年） | 501      |
| 2021年（令和3年）  | 498      |

### 従業員数の変遷
経済センサスによる従業員数の推移。
| 年                 | 従業員数 |
| ------------------ | -------- |
| 2016年（平成28年） | 3,509    |
| 2021年（令和3年）  | 4,474    |

## 交通

### 鉄道
当地域の東側をJR東海道線・京浜東北線が南北に走っているが、駅は設置されていない。最寄駅は仲六郷にある京急本線の雑色駅・六郷土手駅となる。

## 施設
- 大田区立西六郷小学校
- 大田区立高畑小学校
- 大田区立志茂田小学校
- 大田区立志茂田中学校
- 地域包括支援センター西六郷
- 西六郷公園
- 真宗高田派専修寺関東別院
- 高畑神社
- ラヴィドライビングスクール蒲田

## その他

### 日本郵便
- 郵便番号 : 144-0056[2]（集配局 : 蒲田郵便局[16]）。